# Мештиця
Мешти́ця (болг. Мещица) — село в Перницькій області Болгарії. Входить до складу общини Перник.

## Населення
За даними перепису населення 2011 року у селі проживали 873 особи.
Національний склад населення села:
| Національність   | Кількість осіб | Відсоток |
| ---------------- | -------------- | -------- |
| болгари          | 854            | 99,2%    |
| цигани           | 6              | 0,7%     |
| не визначились   | 0              | 0%       |
| Всього відповіли | 861            |          |

Розподіл населення за віком у 2011 році:
Динаміка населення: